# Angat, Bulacan
Angat là đô thị hạng 2 ở tỉnh Bulacan, Philippines. Theo điều tra dân số năm 2007, đô thị này có dân số 53.117 người với 9.483 hộ.

## Các đơn vị hành chính
Angat is subdivided into 16 khu phố (barangay).
- Banaban
- Baybay
- Binagbag
- Donacion
- Encanto
- Laog
- Marungko
- Niugan
- Paltok
- Pulong Yantok
- San Roque (Pob.)
- Santa Cruz (Pob.)
- Santa Lucia
- Santo Cristo (Pob.)
- Sulucan
- Taboc